# NGC 6325
NGC 6325 је збијено звездано јато у сазвежђу Змијоноша које се налази на NGC листи објеката дубоког неба.
Деклинација објекта је - 23° 45' 55" а ректасцензија 17h 17m 59,2s. Привидна величина (магнитуда) објекта NGC 6325 износи 10,2. NGC 6325 је још познат и под ознакама GCL 58, ESO 519-SC11.